# Konrad Feiereis
Konrad Feiereis (* 14. Januar 1931 in Glogau, Niederschlesien (seit 1945 Głogów, Polen); † 15. Juli 2012 in Erfurt) war ein römisch-katholischer Geistlicher und Theologe sowie Religionsphilosoph.

## Leben

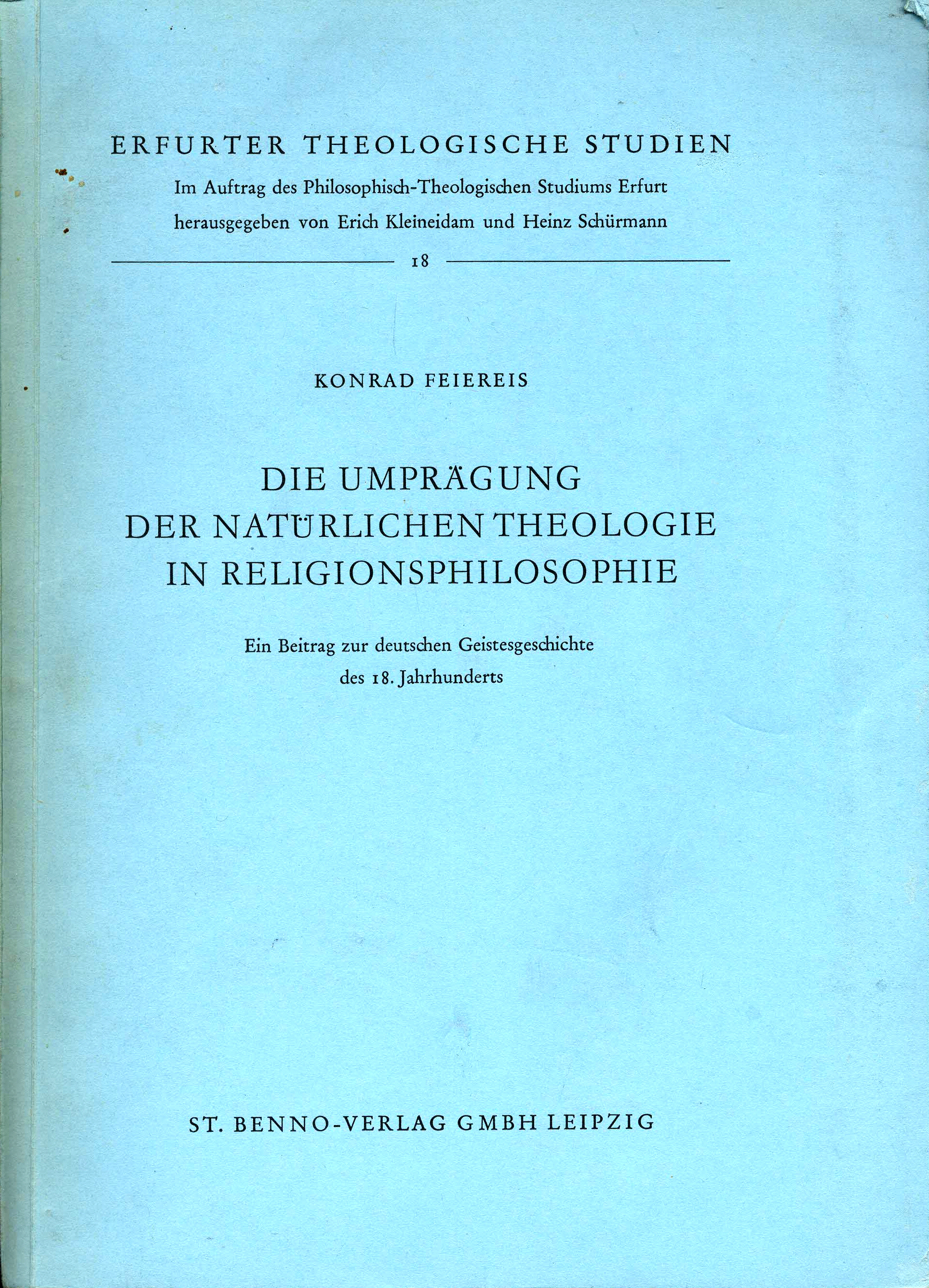
Titel der 1965 veröffentlichten Dissertation

Konrad Feiereis war der Sohn des Kreisoberinspektors Alois Feiereis und seiner Ehefrau Elisabeth, geb. Otto. Nach der Vertreibung 1945 fand die Familie eine Unterkunft zunächst in Lohndorf, dann in Gaustadt.
Feiereis studierte Philosophie und Katholische Theologie an der Philosophisch-Theologischen Hochschule Königstein in Königstein im Taunus und an der Albert-Ludwigs-Universität Freiburg in Freiburg im Breisgau. In Neuzelle empfing er am 1. August 1954 die Priesterweihe. Er war Kaplan in Beeskow, Storkow und an der Heilig-Kreuz-Kirche in Görlitz. Von 1959 bis 1965 war er Wissenschaftlicher Assistent am Philosophisch-Theologischen Studium in Erfurt. 1965 wurde er an der Ludwig-Maximilians-Universität München mit einer Dissertation über Die Umprägung der natürlichen Theologie in Religionsphilosophie. Ein Beitrag zur deutschen Geistesgeschichte des 18. Jahrhunderts zum Doctor theologiae promoviert. Von 1965 bis 1967 war Feiereis Pfarradministrator in Königshain und Dozent am Katechetenseminar Görlitz. 1967/1968 war er Lehrbeauftragter und von 1968 bis 1974 Dozent der Philosophie am Philosophisch-Theologischen Studium Erfurt.
Am 5. März 1974 wurde Feiereis in der Nachfolge von Erich Kleineidam zum ordentlichen Professor für Philosophie am Philosophisch-Theologischen Studium Erfurt und der späteren Theologischen Fakultät der Universität Erfurt ernannt. Mehrfach bekleidete er das Amt des Rektors. Zugleich war er Pfarrer und Seelsorger in Erfurt-Gispersleben.
Feiereis war langjähriger Herausgeber der Erfurter Theologischen Schriften bzw. der Erfurter Theologischen Studien. Außerdem gab er zahlreiche theologische Werke heraus, bei denen die Behörden einen Nachdruck in der DDR gestatteten, darunter Schriften von Josef Pieper. 1999 wurde er emeritiert.
Schwerpunkt der wissenschaftlichen Arbeit von Konrad Feiereis war die Auseinandersetzung und der Dialog der katholischen Theologie mit dem Marxismus und der atheistischen Philosophie der DDR. 1986 nahm er in Budapest am von der Ungarischen Akademie der Wissenschaften und dem Vatikan veranstalteten Symposium „Gesellschaft und ethische Werte“ (bekannt als „Dialogtreffen von Christen und Marxisten“) teil. Dort hielt er den vielbeachteten Vortrag über „Das Zusammenleben von Christen und Marxisten in der DDR“. Daraus ergab sich eine intensive Debatte mit Milan Machovec.
Feiereis war Konsultor im Päpstlichen Sekretariat für den Dialog mit den Nichtglaubenden (Secretariatus pro non credentibus).
Konrad Feiereis verstarb am 15. Juli 2012 im Katholischen Krankenhaus Erfurt und wurde am 21. Juli desselben Jahres nach dem Requiem im Erfurter Dom auf dem Hauptfriedhof Erfurt beigesetzt.

## Ehrungen
- Ernennung zum Päpstlichen Ehrenkaplan (1985)
- Festschrift anlässlich seines 65. Geburtstages (1996)[9]
- Verdienstkreuz am Bande der Bundesrepublik Deutschland für seinen gesellschaftlichen Einsatz (1997)[10]
- Ernennung zum Päpstlichen Ehrenprälaten durch Papst Benedikt XVI. (2011)[11]
- Bistumsmedaille „St. Hedwig“ des Bistums Görlitz (2011)